# Großlibellen
Die Großlibellen (Anisoptera) sind eine Unterordnung der Libellen und umfassen weltweit etwa 2800 Arten, die in elf Familien untergliedert werden. In Deutschland sind 51 Arten der Großlibellen verbreitet.

## Merkmale
Die Großlibellen sind meist größer und kräftiger gebaut als die Kleinlibellen. Sie besitzen wesentlich größere Facettenaugen, die bei vielen Arten in der Kopfmitte zusammenstoßen, immer aber weniger als eine Augenbreite voneinander getrennt sind.
Die Hinterflügel sind meist etwas breiter als die Vorderflügel ausgebildet, was sich auch in der Bezeichnung „Anisoptera“ widerspiegelt – ἄνισος ánisos „ungleich“ und πτερόν pterón „Flügel“. Bei vielen Arten sind die Flügel teilweise bunt getönt oder dunkel gefleckt. Die Flügeladerung ist sehr reichhaltig ausgebildet. Ein auffälliges Merkmal bei allen Großlibellen ist das Flügeldreieck nahe der Basis von Vorder- und Hinterflügel, dessen Gestalt eine Rolle bei der Unterscheidung der Familien spielt.

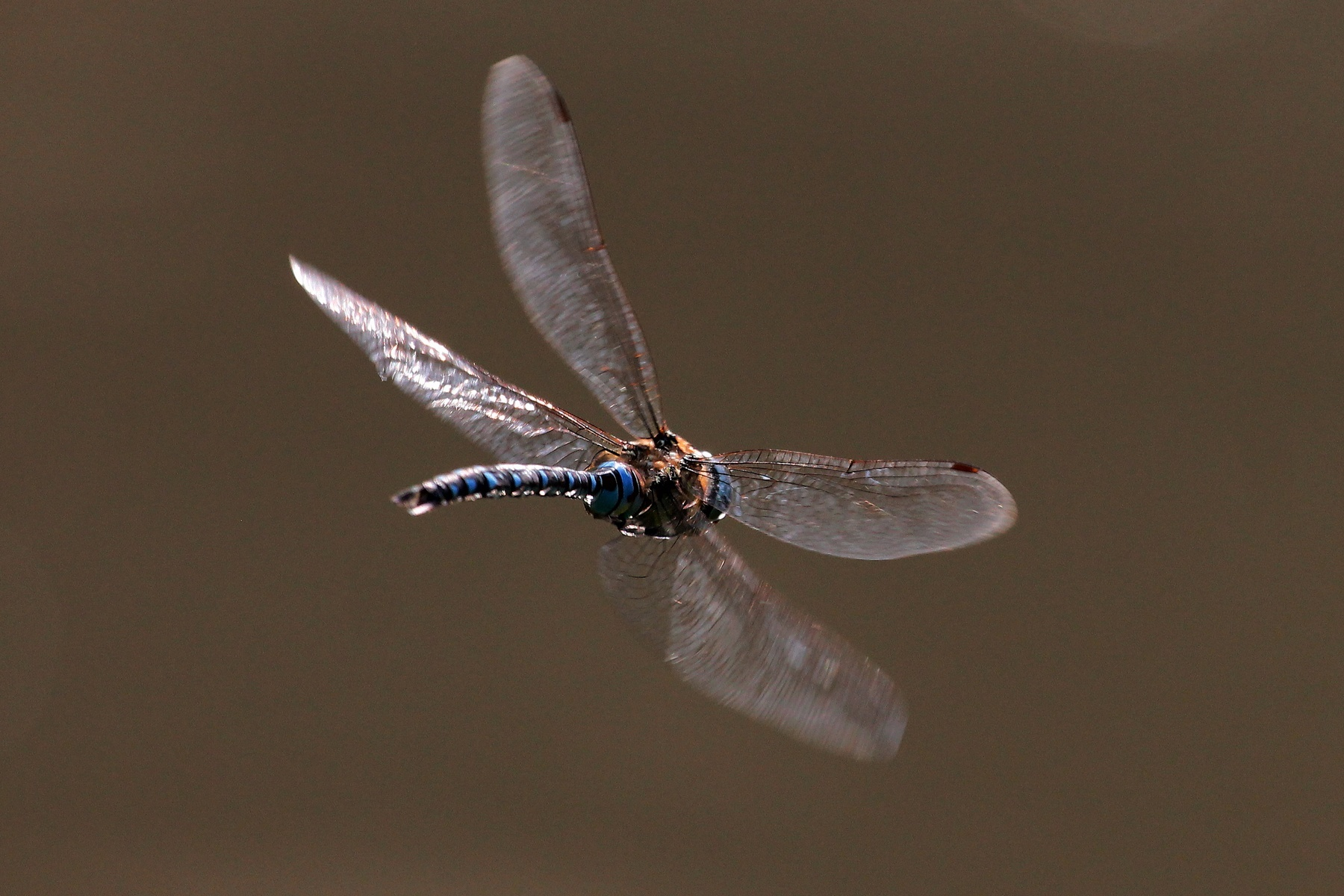
Eine Mosaikjungfer im Flug

Großlibellen sind oft sehr geschickte und ausdauernde Flieger. Sie können beide Flügelpaare unabhängig voneinander bewegen, sehr schnelle Wendungen ausführen, teilweise sogar rückwärts fliegen. Es gibt unter den Großlibellen auch Wanderarten, die regelmäßig sehr große Strecken überwinden.
In Ruhestellung werden die Flügel seitlich vom Körper abgespreizt. Auch Großlibellen können ihre Flügel, ähnlich wie bei den Kleinlibellen üblich, über dem Rücken zusammenklappen. Dies tun die Tiere allerdings nur im Ausnahmefall, zum Beispiel bei ungünstiger Witterung, wie starkem Wind oder Regen. Die Großlibellen haben ebenso wie die Kleinlibellen und die Eintagsfliegen keinen Mechanismus, ihre Flügel parallel zum Rücken zu falten. Die Insekten mit einem solchen Gelenk bilden zusammen die Neuflügler.
Die Larven der Großlibellen leben räuberisch im Wasser. Sie unterscheiden sich von den Larven der Kleinlibellen durch das Fehlen der blattförmigen Hinterleibsanhänge. Stattdessen besitzen sie am Hinterleibsende eine Analpyramide aus fünf kräftigen Stacheln, die sie unter anderem zur Verteidigung einsetzen können. Die Larven haben Kiemen und können sich durch Ausstoßen von Wasser aus der Kiemenkammer fortbewegen. Während die erwachsene Form nur einige Wochen lebt, kann das Larvenstadium sogar mehrere Jahre dauern.

## Systematik
Weltweit werden die Großlibellen in folgende Überfamilien und Familien unterteilt:
- Gomphoidea
  - Flussjungfern (Gomphidae)
- Aeshnoidea
  - Edellibellen (Aeshnidae)
  - Austropetaliidae
- Petaluroidea
  - Petaluridae
- Cordulegastroidea
  - Quelljungfern (Cordulegastridae)
  - Neopetaliidae
  - Chlorogomphidae
- Libelluloidea
  - Falkenlibellen (Corduliidae)
  - Macromiidae
  - Segellibellen (Libellulidae)
  - Synthemistidae

## Großlibellen in Kunst und Kultur
Großlibellen sind Namensgeber und Maskottchen des 2003 gegründeten freien Unix-Derivats DragonFly BSD.